# Angelina Mikhaylova
Angelina Trifоnova Mikhaylova (cirílico:Ангелина Трифунова Михайлова) (Plovdiv, 9 de junho de 1960) é uma ex-basquetebolista búlgara que conquistou a Medalha de Prata disputada nos XXII Jogos Olímpicos de Verão realizados em 1980 na cidade de Moscovo, União Soviética.